# تا ابد جوان (مجموعه تلویزیونی)
تا ابد جوان (انگلیسی: Forever Young؛ ‏ کره‌ای: 오늘도 청춘) یک مجموعه تلویزیونی محصول ویتنام با همکاری سی‌جی انترتینمنت کره جنوبی است. این مجموعه دارای دو فصل است: فصل اول ۳۶ قسمت و فصل دوم ۳۸ قسمت است.